# Rafetus euphraticus
Espèce
Synonymes
- Testudo euphratica Daudin, 1801
- Testudo rafcht Olivier, 1807

Statut de conservation UICN

 EN A1ac+2c : En danger
Rafetus euphraticus est une espèce de tortues de la famille des Trionychidae.

## Répartition
Cette espèce se rencontre en Iran, en Irak, en Syrie et en Turquie, dans le bassin du Tigre et de l'Euphrate.

## Publication originale
- Daudin, 1801 : Histoire Naturelle, Générale et Particulière des Reptiles; ouvrage faisant suit à l'Histoire naturelle générale et particulière, composée par Leclerc de Buffon; et rédigee par C.S. Sonnini, membre de plusieurs sociétés savantes, vol. 2, F. Dufart, Paris, p. 1-432 (texte intégral).